# Сирне зерно

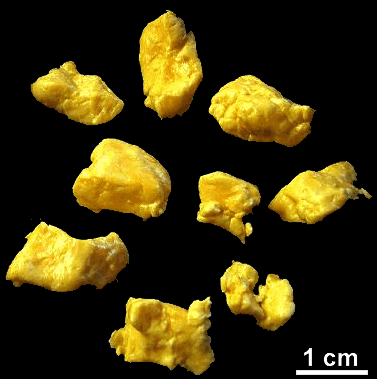
Сирні сирки

Сирні сирки (фр. fromage en grains, англ. cheese curds) — вологі шматочки звурдженого молока (кальє), що їдять окремо як перекус або використовують у готових стравах. Його найчастіше споживають у північних штатах Сполучених Штатів та в Канаді. Сирне зерно особливо популярне у Квебеці, де воно є одним з інгредієнтів страви путі́н (картопля фрі із сирним зерном та соусом), а також у Вісконсині та Міннесоті, де їх готують у паніровці чи фритюрі. Сирне зерно іноді називають «скриплячим сиром» (англ. squeaky cheese) або «сирними ковеликами» (фр. fromage en crottes).

## Виробництво
Сирне зерно виготовляють зі свіжого пастеризованого молока, до якого додають закваску та сичужок. Після звурдження молока його розрізають на кубики, що призводить до утворення суміші з сироватки та сирних згустків. Цю суміш потім варять і пресують для вичавлення залишків сироватки, унаслідок чого утворюється кінцевий продукт.

## Опис
Сирне зерно смакує ніжно, іноді трохи солонувате, проте смак може відрізнятися залежно від технології виготовлення. Воно має таку ж щільність і густину, як і сир, але має пружну або гумову текстуру. Свіже сирне зерно скрипить при контакті з зубами. Цей «скрип» The New York Times описало як звук «повітряних кульок, що намагаються поцілуватися». Після 12 годин, навіть за умови охолодження, сирне зерно втрачає багато своїх «свіжих» властивостей — зокрема «скрип», через вплив вологості на згустки.